# راهاوا
راهاوا (به لاتین: Rahava) یک منطقهٔ مسکونی در بلاروس است. راهاوا ۷۱ نفر جمعیت دارد.